# Feathers & Flesh
Feathers & Flesh è il sesto album in studio del gruppo melodic death metal svedese Avatar, pubblicato il 13 maggio 2016 dalla Entertainment One, per il mercato nordamericano, e dalla Another Century Records, per il mercato europeo. Il disco è un concept album, in cui viene narrata la storia di un gufo che dichiara guerra al Mondo.

## Antefati
Dopo il tour a supporto di Hail the Apocalypse, gli Avatar entrarono in studio nel dicembre 2015 per registrare un nuovo album con la produttrice Sylvia Massy.
Una volta terminate le registrazioni, il gruppo prese parte alla Shiprocked 2016, e, in seguito, iniziò un tour nel sud degli Stati Uniti, affiancati da September Mourning e Saint Diablo. Il 30 gennaio 2016, a Dallas, Texas, il gruppo eseguì il brano For the Swarm.
Il 3 marzo 2016, gli Avatar rivelarono il titolo dell'album, Feathers & Flesh, e la data di pubblicazione, fissata al 13 maggio 2016. Il 17 marzo vennero aperte le prevendite dell'album e delle edizioni speciali, che davano la possibilità di acquistare, assieme all'album, un libro di poesie descritto dal gruppo come «una storia troppo lunga per stare su un booklet»; la prevendita, sbloccava anche l'ascolto di due brani: Regret e House of Eternal Hunt.

## Tracce
1. Regret – 2:01
2. House of Eternal Hunt – 4:58
3. The Eagle Has Landed – 5:01
4. New Land – 4:31
5. Tooth, Beak & Claw – 4:25
6. For the Swarm – 1:54
7. Fiddler’s Farewell – 4:57
8. One More Hill – 4:13
9. Black Waters – 5:38
10. Night Never Ending – 3:32
11. Pray the Sun Away – 5:30
12. When the Snow Lies Red – 5:16
13. Raven Wine – 4:36
14. Sky Burial – 6:54

Tracce bonus della Deluxe Edition
1. I’ve Got Something In My Front Pocket For You – 1:17
2. Det Är Alldeles Försent – 3:08

## Formazione
- Johannes Michael Gustaf Eckerström – voce
- Jonas Kungen Jarlsby – chitarra
- Tim Öhrström – chitarra, cori
- Henrik Sandelin – basso, cori
- John Alfredsson – batteria